# Гик (человек)
Гик (англ. geek, IPA giːk) — человек, чрезвычайно увлечённый чем-либо; фанат.
Изначально гиками именовали людей, увлечённых высокими технологиями (обычно компьютерами и гаджетами). В 2000-е годы распространилось другое значение слова: человек, увлечённый популярной культурой, член фэндома. Есть также точка зрения, что гики образуют единое сообщество поклонников фантастики и технологий.

## Гик и нерд
Существует близкое по значению к «гику» слово «нерд» (nerd) — замкнутый интеллектуал, увлекающийся чем-то узкоспециальным и непонятным большинству. Идут горячие споры и проводятся целые исследования об отличиях этих двух понятий. Большинство сходится на том, что «нёрд» оторван от общества, в отличие от «гика», которому его хобби не мешает общаться. Кроме того, слово «гик» ближе к понятию «фанат», а «нерд» — к понятию «умник, интеллектуал».

## Эволюция значения
Английское слово geek произошло от немецкого Geck — «чудак». В конце XIX-начале XX века так называли исполнителей на карнавалах, которые напоказ выполняли отвратительные действия — например, откусывали головы живым курам.
В XX веке слово приобрело значение, похожее на русское жаргонное слово «ботан». К XXI веку слово начало утрачивать негативные коннотации, и сейчас многие люди с гордостью называют себя гиками. Отмечают, что быть гиком даже стало модным. В 2013 году по многочисленным требованиям словарь Коллинза изменил значение слова geek с «человек, увлечённый компьютерами» на «знаток и энтузиаст в специфической области». По опросу, проведённому журналом «Мир фантастики» в 2015 году, большинство опрошенных (43 %) трактует слово «гик» как «продвинутый фанат». Журнал «Понедельник» получил аналогичные ответы, опросив посетителей фестиваля Geek Picnic.

## Гик как технарь
Несмотря на стереотипы о замкнутости, именно гики сегодня в полной мере используют весь спектр современных коммуникационных средств: Twitter, мобильная связь, блоги, социальные сети и др. До 1995 года подавляющее большинство пользователей Интернета составляли гики. Сегодня среди гиков полно людей, успешно работающих в престижных компаниях, имеющих семьи и внешне совершенно не попадающих под древний стереотип о «безумном» учёном. Например, к этой категории отнесён Никлаус Вирт.

## Гик как фанат
Среди типично «гиковских» хобби часто упоминаются фантастика, компьютерные и настольные игры, комиксы, аниме, моделизм, косплей. Фестиваль Comic-con часто упоминается как одно из главных «гиковских» мероприятий. 25 мая отмечается некоторыми фанатами как «Международный день гиков» — в честь совпадения нескольких значимых для фантастики дат.
В 2010-е, особенно после проведения в 2014 году фестиваля Comic-Con Russia, феномен гик-культуры и фэндома стал горячей темой в российских СМИ. Статьи о гик-культуре публиковали издания «Афиша», «Look At Me», «Игромания», «Kanobu.ru»; «Мир фантастики» позиционируется как «geek-журнал».
Есть мнение, что увлечения наукой, техникой и неформальными, интеллектуальными хобби взаимосвязаны, и таким образом два значения слова «гик» часто пересекаются.. Некоторые социологи рассматривают гиков как единую субкультуру.
С развитием новой этики в 2010-е на Западе появилась тенденция критиковать гик-сообщество: во многих СМИ вышли статьи, обвиняющие гиков в гейткипинге и токсичности и даже в приверженности идеям «альтернативных правых». Влияние на подобное отношение либеральной общественности к гикам также оказал скандал «Геймергейт».

## В культуре
Ярким примером гиков (во всех смыслах слова) часто называют персонажей телесериала «Теория Большого взрыва», в особенности Шелдона Купера. Шелдон и его друзья увлекаются фантастикой и наукой, и их интересы часто непонятны окружающим. Тем или иным видам гиков также посвящены комедийные сериалы «Сообщество», «Конмэн», «Гильдия», «Кремниевая долина», «Компьютерщики», «Чак» и другие.